# Revolutionaire Beweging Tupac Amaru
De Revolutionaire Beweging Tupac Amaru (Spaans: Movimiento Revolucionario Túpac Amaru, MRTA) was een marxistische guerrillabeweging in Peru, opgericht in 1983, met twee doelen: Peru uit de economische invloedssfeer van de Verenigde Staten trekken en het vestigen van een marxistisch-leninistische staat. In de jaren negentig was de organisatie, na het Lichtend Pad, de op een na belangrijkste guerrillabeweging in het land. De organisatie werd door de Peruaanse overheid als een terroristische organisatie beschouwd.

## Oprichting van Tupac Amaru
De organisatie werd in 1983 opgericht door drie radicale studenten en arbeiders: Víctor Polay Campos, Néstor Cerpa Cartolini, en Miguel Rincón. Ze wilden er de corruptie bij de Peruaanse overheid mee bestrijden, waarbij ze de Amerikaanse economische invloed als boosdoener zagen en het marxisme als oplossing. Ze waren lid van de Amerikaanse Populaire Revolutionaire Alliantie, maar waren van mening dat veranderingen via die weg niet snel genoeg gingen. Er was dus een nieuwe organisatie nodig, die slagvaardiger kon optreden. Ze noemden deze organisatie "Túpac Amaru", naar Túpac Amaru II, de Quechua-indiaan die in de 18e eeuw de Spaanse autoriteiten uitdaagde. Zij zagen de overheid als een onderdrukkende macht, en meenden dat die het best bestreden kon worden door mensen aan te vallen die geld en macht hadden.

## Werkwijze en acties

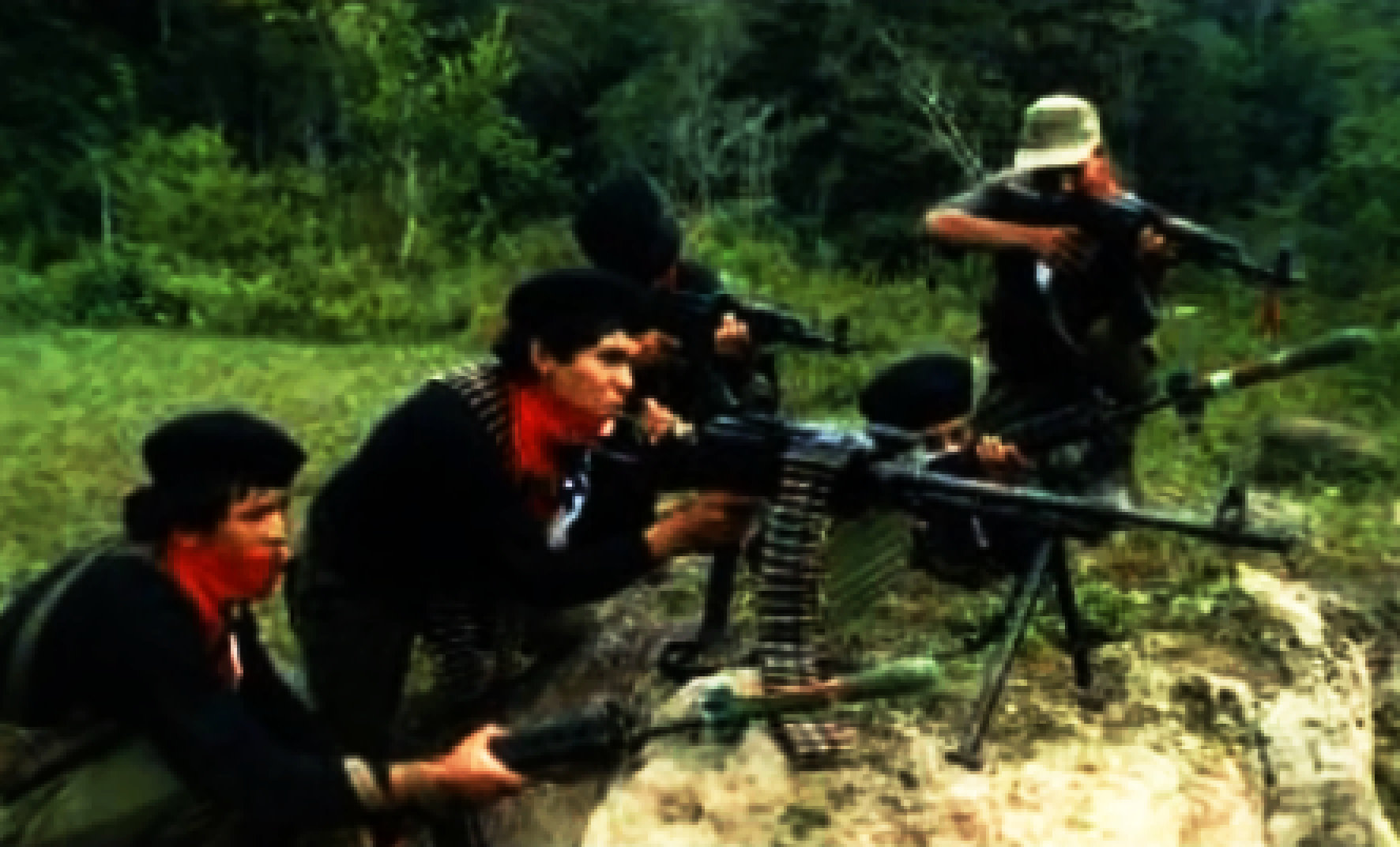
Leden van Tupac Amaru in een trainingskamp.

Tupac Amaru opereerde vooral in de steden en minder op het platteland, waar het Lichtend Pad al uiterst actief was. Tupac Amaru hield zich bezig met moorden, afpersing, gijzeling en ontvoering, soms voor de publiciteit en soms voor het losgeld. De organisatie beschikte in Lima over "stadsgevangenissen": kelderruimtes onder privéwoningen, waarin ze gijzelaars in afwachting van de betaling van losgeld onderwierpen aan "volksprocessen", die feitelijk martelsessies waren.
De eerste actie van Tupac Amaru vond al voor de daadwerkelijke oprichting plaats, in de vorm van een overval op 31 mei 1982 op een bank in Lima. Bij deze actie werd een van de eigen mensen gedood door eigen vuur, tijdens een oponthoud. Op 28 september 1984 beschoten leden van Tupac Amaru de Amerikaanse ambassade, waarbij schade werd veroorzaakt maar geen doden vielen.
In de jaren negentig verminderde het actievermogen van Tupac Amaru, deels door het antiterroristische optreden van de overheid en deel door rivaliteit met het Lichtend Pad, de grootste guerrillabeweging in het land die eveneens sterk links georiënteerd was maar die in plaats van het marxisme het maoïsme aanhing. Tupac Amaru had te lijden onder gewelddadig treffen met het Lichtend Pad, onder gevangenschap en dood van belangrijke kaderleden en onder het verlies van steun van de bevolking.

## Het einde van Tupac Amaru
De meest ingrijpende, en tevens laatste, actie van Tupac Amaru was de aanval op de Japanse ambassade te Lima op 17 december 1996, waarbij honderden personen, waaronder ambassadeurs van diverse landen, gegijzeld werden. De rebellen kwamen binnen door zich te verkleden als kelners: er was op dat moment een feest gaande in de ambassade ter ere van de verjaardag van de Japanse keizer. Ze eisten vrijlating van hun gevangen kameraden. Na vier maanden van onderhandelen, waarbij de meeste gijzelaars weer vrijkwamen, werd de actie beëindigd door het Peruaanse leger dat tunnels onder de ambassade had gegraven. Op 22 april 1997 doken de soldaten op uit de tunnels en bestormden ze de ambassade, waarbij alle 14 gijzelnemers, een gijzelaar en twee soldaten werden gedood. Van de gijzelaars raakten er 25 gewond.

## Oordeel van de Waarheidscommissie
Het aantal slachtoffers van Tupac Amaru wordt geschat op 1.039 personen. In 2003 oordeelde de Commissie voor Waarheid en Verzoening (Comisión de la Verdad y de la Reconciliación) dat Tupac Amaru verantwoordelijk was voor 1,5% van de dodelijke slachtoffers van de strijd tegen het terrorisme. De commissie merkte op dat de leden van Tupac Amaru zich bij hun acties door het gebruik van badges onderscheidden van de burgerbevolking, en zich waar mogelijk onthielden van aanvallen op de ongewapende bevolking. Toch schond de organisatie naar mening van de commissie met haar gijzelingen en ontvoeringen de vrijheid van het volk en het internationaal humanitair recht, dat zij juist beweerde te respecteren. De acties van Tupac Amaru droegen bij aan een klimaat waarin het gebruik van geweld werd gezien als een legitiem politieke middel.